# Museo de Usos y Costumbres de San Benito
El Museo de Usos y Costumbres de San Benito se encuentra en el Caserío de San Benito, situado en la localidad malagueña de Antequera.

## Construcción
El edificio que alberga el museo es de reciente construcción, pero está realizado con materiales procedentes de los siglos XVI y XVII, que provenían de los edificios solariegos existentes en Antequera en esa época. Está formado por tres naves, dos laterales y una central, además de suelos de barro y piedra, intentando darle al edificio un toque renacentista. El edificio albergó el museo a partir de 1999, habiendo pasado ya unos años de su construcción.

## Colección
Al igual que la mayoría de museos de Artes y Costumbres, su colección está formada por objetos donados o coleccionados, en este caso por su propietario, Antonio Galindo. En él podemos encontrar elementos muy diferentes, desde aperos del campo, objetos de cocina, pasando por juguetes o cerámica y terminando con objetos más sofisticados, como cámaras de fotos o radios.